# شهرک شهدا (بروجرد)
شهرک شهدا یا شهرک شهید محمدی یا کَپَرگاه یا کَفَرگاه که در گویش محلی به آن کپرگه گفته می‌شود، شهرکی است از بخش مرکزی
شهرستان بروجرد در استان لرستان. این شهرک در بخش مرکزی این شهرستان قرار دارد.شهرک شه ا ددر تنگه‌ای به همین نام در ده کیلومتری غرب شهر بروجرد و در انتهای دره گلدشت قرار گرفته‌است و آب و هوای کوهستانی دارد.شهرک شهدا  منطقه‌ای تفریحی - طبیعی و مدخلی برای کوهنوردی در کوه‌های منطقه است.ساکنان روستا از ایل بزرگ بیرانوند بوده که شغل اکثریت آنها باغبانی میباشد. این روستا از زمان‌های دور رویشگاه درختان بلوط بوده است. این روستا بخشی از ولات نظامی میباشد این شهرک قبلاً جز ناحیه روستایی شهرستان بروجرد بود که اسفند ماه سال ۱۴۰۱ با تأسیس شهرداری در منطقه نمونه گردشگری گلدشت بروجرد از ناحیه روستایی به ناحیه شهری ارتقا یافت و از روستا تبدیل به شهرک شد. همچنین شایان به ذکر است این روستا مانند دیگر روستاهای منطقه نمونه گردشگری گلدشت  با بافت شهری شهرستان بروجرد ادغام گردیده است.

## جمعیت
بنابر سرشماری مرکز آمار ایران، جمعیت کپر گاه در سال ۱۳۹۵ برابر با ۴۵۲ نفر بوده‌است که از این میان ۲۳۵ نفر مرد و بقیه زن بوده‌اند. این روستا ۱۰۰ خانوار دارد.